# East London Reef
East London Reef (kinesiska:Dong Jiao) är en ö bland Spratlyöarna i Sydkinesiska havet. Kina betraktar den som sitt territorium, något som inte erkänns av grannländer som Vietnam och Taiwan.